# Rudbar (shahrestan)
Rudbar (persiska: شهرستان رودبار, Shahrestan-e Rudbar) är en delprovins (shahrestan) i provinsen Gilan i nordvästra Iran. Antalet invånare i delprovinsen var 94 720 vid folkräkningen 2016. Administrativt centrum är staden Rudbar.